# ラーラ・メリヤム
ラーラ・メリヤム（الأميرة للا مريم
, Lalla Meryem, 1962年8月26日 − ）は、モロッコの王女。

## 来歴
父は先代の国王ハサン2世、母はラーラ・ラティファ・ハンム王妃で、夫妻の最初の子供である。イタリア・ローマ生まれ。
1981年にバカロレアを取得後、当時国王だった父ハサン2世より、モロッコ陸軍の社会研究所所長に任命された。1984年にファード・フィラーリ外相の子息アブドラティーフ・フィラーリ（Abdellatif Filali）と結婚し、二児をもうけるが、1999年に離婚した。
兄弟は弟の現国王ムハンマド6世とムーレイ・ラシード王子、妹のラーラ・アズマ（Lalla Asma）、ラーラ・ハズナ（Lalla Hasna）。
国の機関で様々な職務に就いているが、現在特に社会文化的な活動に従事している。モロッコユニセフ協会の会長、在外モロッコ人のためのハサン2世基金会長、モロッコ国立児童権利監視センター（Moroccan National Observatory of the Childs Rights）会長、退役軍人社会研究のためのハサン2世基金会長などに就任。現在、ユネスコ親善大使として、女性と児童の権利向上に尽力している。